# 中型小剑水蚤
中型小剑水蚤（学名：Microcyclops intermedius）为剑水蚤科小剑水蚤属的动物，是中国的特有物种。分布于云南、浙江等地，多生活于小型水域中。